# 邦库尔 (厄尔省)
邦库尔（法語：Boncourt，法語發音：[bɔ̃kuʁ]）是法国厄尔省的一个市镇，属于埃夫勒区。

## 地理
邦库尔（49°1'30"N, 1°18'25"E）面积4.15 平方千米，位于法国诺曼底大区厄尔省，该省份为法国北部内陆省份，北起滨海塞纳省，西接奧恩省和卡爾瓦多斯省，南至厄尔-卢瓦省，东临瓦兹省、瓦兹河谷省和伊夫林省。
与邦库尔接壤的市镇（或旧市镇、城区）包括：卡尤埃-奥热维尔、谢雷、阿当库尔科什雷勒、米斯雷、厄尔河畔沃。

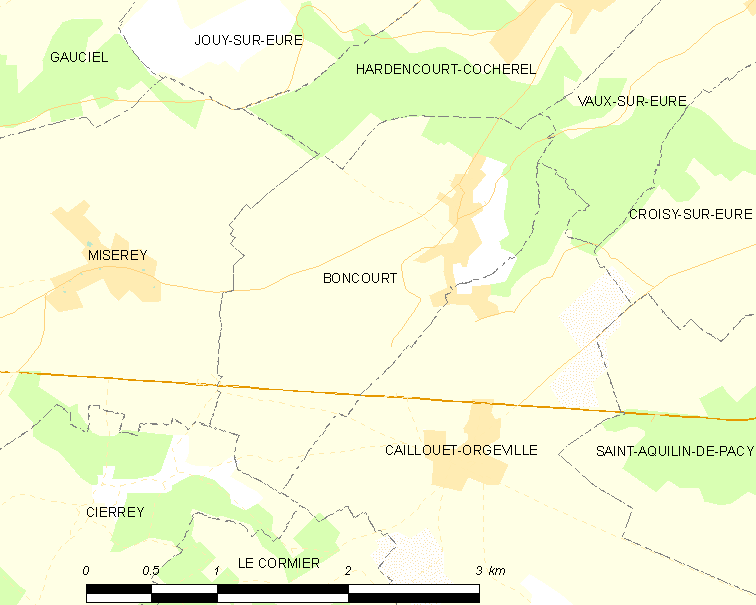
的OSM定位图

邦库尔的时区为UTC+01:00、UTC+02:00（夏令时）。

## 行政
邦库尔的邮政编码为27120，INSEE市镇编码为27081。

## 政治
邦库尔所属的省级选区为埃夫勒第三县。

## 人口

1962-2008年间人口变化图示

邦库尔于2022年1月1日时的人口数量为186人。